# Jimmy Briand
Jimmy Briand (pronunciació francesa: dʒimi bʁiɑ̃}; 4 d'agost del 1985 a Vitry-sur-Seine) és un futbolista professional francès.
Va començar la seva carrera com a davanter, ara és normalment emprat com extrem. Briand és un graduat de la famosa acadèmia Clairefontaine i un antic internacional de les categories inferiors franceses. També és un membre de la selecció nacional fent el seu debut l'11 d'octubre del 2008 contra França. El 14 de juny del 2010, Briand es va unir a l'Olympique Lyonnais en un contracte per 4 anys. Abans d'entrar al club, ell havia estat el jugador més veterà que jugava actualment pel Rennes, havent-se unit a eixe club el 2001.